# 132° westerlengte
132° westerlengte is een lengtegraad, onderdeel van geografische positieaanduiding in bolcoördinaten. De lijn loopt vanaf de Noordpool naar de Noordelijke IJszee, Noord-Amerika, de Grote Oceaan, de Zuidelijke Oceaan en Antarctica naar de Zuidpool.
De meridiaan 132° westerlengte vormt een grootcirkel met de meridiaan 48° oosterlengte. De meridiaanlijn begint bij de Noordpool en eindigt bij de Zuidpool. De meridiaan 132° westerlengte gaat door de volgende landen, gebieden of zeeën. 
| Land, gebied of zee | Nauwkeurigere gegevens                                                         |
| ------------------- | ------------------------------------------------------------------------------ |
| Noordelijke IJszee  |                                                                                |
| Beaufortzee         |                                                                                |
| Canada              | Northwest Territories, Yukon, British Columbia                                 |
| Verenigde Staten    | Alaska - Alaska Panhandle, Wrangell Island, Deer Island en Cleveland Peninsula |
| Clarencestraat      |                                                                                |
| Verenigde Staten    | Alaska - Prins van Wales-eiland                                                |
| Dixon Entrance      |                                                                                |
| Canada              | British Columbia - Grahameiland en Moresbyeiland                               |
| Grote Oceaan        |                                                                                |
| Zuidelijke Oceaan   |                                                                                |
| Antarctica          | Niet-toegeëigend gebied in Antarctica                                          |